# Mikrokrążenie

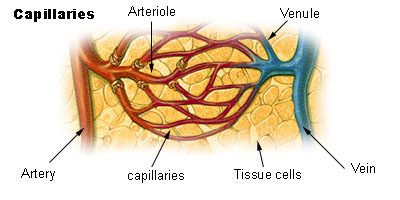
Schemat mikrokrążenia. Artery – tętnica, arteriole – tętniczka, capillaries – naczynia włosowate, Venule – żyłka, Vein – żyła.

Mikrokrążenie – element układu krwionośnego kręgowców, zbudowany z małych żyłek i tętniczek oraz naczyń włosowatych. W tym miejscu zachodzi wymiana substancji między krwią a płynem pozakomórkowym w narządach.